# Svazek obcí 1866
Svazek obcí 1866 je svazek obcí (dle § 49 zákona č.128/2000 Sb. o obcích) v okresu Náchod, jeho sídlem jsou Studnice a jeho cílem je koordinování celkového rozvoje území mikroregionu na základě společné strategie, přímé provádění společných investičních akcí a společná propagace mikroregionu v cestovním ruchu. Sdružuje celkem 6 obcí a byl založen v roce 1999.

## Obce sdružené v mikroregionu
- Červená Hora
- Provodov-Šonov
- Slatina nad Úpou
- Studnice
- Vysokov
- Žernov